# Potsdamer Neueste Nachrichten
Potsdamer Neueste Nachrichten est un journal quotidien régional allemand publié à Potsdam.

## Histoire
Le 1er mai 1951, Brandenburgische Neueste Nachrichten paraît pour la première fois en tant que journal régional du parti est-allemand Parti national-démocrate d'Allemagne pour le Land de Brandebourg, plus tard pour les districts de Potsdam, Francfort-sur-l'Oder et Cottbus.
En 1990, après la dissolution du parti, le journal est repris par Der Tagesspiegel, journal de Berlin. Depuis le 13 juillet 1991, il s'appelle Potsdamer Neueste Nachrichten. Ils appartiennent à DvH Medien et partagent les mêmes articles de sujets nationaux et internationaux.
Jusqu'à fin 2019, il comprenait également Potsdam am Sonntag, distribué à tous les foyers le dimanche sous forme de journal publicitaire gratuit. Il existe également diverses publications spéciales, telles que Potsdam Tips et FiPS.